# 제40회 서울독립영화제
제40회 서울독립영화제는 2014년 11월 27일에 열린 시상식이다.

## 수상 및 후보

### 대상
- 그림자들의 섬 - 김정근 수상

### 최우수작품상
- 꿈보다 해몽 - 이광국 수상

### 심사위원상
- 명령불복종 교사 - 서동일 수상
- 나는 중식이다 - 정중식 수상

### 우수작품상
- 만일의 세계 - 임대형 수상

### 독립스타상- 배우부문
- 남매 - 이상희 수상
- 소셜포비아 - 변요한 수상

### 열혈스태프상
- 호산나 - 나영길 수상
- 호산나 - 김현아 수상

### 새로운선택상
- 친밀한 가족 - 윤다희 수상

### 새로운시선상
- 의자가 되는 법 - 손경화 수상

### 독불장군상
- 지나가는 사람들 - 김경만 수상

### 관객상
- 4학년 보경이 - 이옥섭 수상
- 소셜포비아 - 홍석재 수상

### 심사위원특별언급
- 한여름의 판타지아 - 장건재 수상
- 위로공단 - 임흥순 수상

### 경쟁부문 - 단편
- 편지 - 이현정
- 찬물샤워 - 김소성
- 할 말은 거기 없었네 - 김상현
- 단발머리 - 유민영
- 용순, 열 여덟 번째 여름 - 신준
- 아무도 겨레에 대해 너무 많이 알 수는 없다 - 이승원
- 높이뛰기 - 김진유
- 메신저 - 손경수
- The Way Back - 오상아
- 만일의 세계 - 임대형
- 4학년 보경이 - 이옥섭
- 알 수 없는 슬픔이 있어 - 류무선
- 굿바이 - 섹 알마문
- 디스크조각모음 - 황보새별
- 흰둥이 - 정시영
- 아빠의 맛 - 김인선
- 고등어 - 문인수
- 차가운 밤에 - 서형원
- 의자 위의 남자 - 정다희
- 족장, 발 디딜 곳 - 주현숙
- 나는 중식이다 - 정중식
- 조문 - 이정곤
- 남매 - 박근범
- 슬로우 라이프 - 안은호
- 어느날 갑자기 - 유지영
- 클린 미 - 강상우
- 어지러운 서로의 근심 - 조성균
- Divorced - 박중현
- 디지털 랜드스케이핑 - 고상석
- 담피소 - 박인희
- 애타는 마음 - 소준문
- 호산나 - 나영길
- 허들 - 박성진
- 내가 했습니다 - 정해성
- 사원증 - 이지선

### 경쟁부문 - 장편
- 똘 - 이은영
- 꿈보다 해몽 - 이광국
- 명령불복종 교사 - 서동일
- 미성년 - 이경섭
- 지나가는 사람들 - 김경만
- 그들이 죽었다 - 백재호
- 한여름의 판타지아 - 장건재
- 소셜포비아 - 홍석재
- 밀양 아리랑 - 박배일
- 위로공단 - 임흥순
- 그림자들의 섬 - 김정근

### 새로운 선택
- 죄악의 나날 - 김예원
- 영화인의 외모에 관한 고찰 - 김종재
- 롤러블레이드 - 임승미
- 친밀한 가족 - 윤다희
- 탈리타 쿰 - 박현영
- 풍진 - 이현빈
- 팡이요괴 - 박천규
- 더 파이트 - 이두훈
- 몽테뉴와 함께 춤을 - 이은지
- 반짝이는 박수 소리 - 이길보라
- 창백한 얼굴들 - 허범욱
- 표정들 - 양시모
- 의자가 되는 법 - 손경화
- 캐릭터 충돌의 궤적 읽기 - 백현상 외 1명

### 특별초청 - 단편
- 먹이 - 김보영
- 하얀 자전거 - 백수장
- 어젯밤에 연희가 날 더듬은 것 같은데 - 박혜민
- 잭보이 - 강원
- 주(酒)는 마음 - 정재웅
- 결혼전야 - 이란희
- 자전거 도둑 - 민용근
- 그 밤의 술 맛 - 남연우
- 소월길 - 신종훈
- 여배우 - 문소리
- 아카이브의 유령들 - 김종관
- 악심 - 이성강
- 소장님의 결혼 - 김혜정
- 열아홉, 연주 - 안재홍
- 다정하게 바삭바삭 - 장영선
- 일어나 - 정승현

### 특별초청 - 장편
- 춘하추동 로맨스 - 오창민
- 서둘러 천천히 - 현영애
- 들꽃 - 박석영
- 비치하트애솔 - 이난
- 거리 속 작은 연못 - 이강길
- 마이 페어 웨딩 - 장희선
- 붕괴 - 이원우
- 유예기간 - 김경묵 외 1명
- 이로 인해 그대는 죽지 않을 것이다 - 안건형
- 눈의 마음 : 슬픔이 우리를 데려가는 곳 - 김소영
- 거짓말 - 김동명
- 쉰 - 박기용
- 산다 - 박정범
- 조류인간 - 신연식
- 그라운드의 이방인 - 김명준
- 달에 부는 바람 - 이승준

### 특별전
- 체온 - 유상곤
- 소풍 - 송일곤
- 우중산책 - 임순례
- 히치하이킹 - 최진성
- 자장가 - 원신연
- 광대버섯 - 염정석
- 희망이 없으면, 불안도 없다 - 염정석
- 샴, 하드로맨스 - 김정구
- 봄산에 - 이지행
- 유년기의 끝 - 김재원
- 포 더 피스 오브 올 맨카인드 - 이석훈
- 정현아~ - 강준원
- 남자다운 수다 - 홍덕표
- 이렇게는 계속할 수 없어요 - 윤성호
- 적의 사과 - 이수진
- 개를 키워봐서 알아요 - 이우정
- 11세 - 장률
- 바람이 분다 - 이진우
- 봄에 피어나다 - 정지연
- 배고픈 하루 - 김동현
- 생산적 활동 - 오점균
- 죽거나 혹은 나쁘거나 - 류승완

### 해외초청
- 천국보다 낯선 - 짐 자무쉬
- 그녀는 그것을 좋아해 - 스파이크 리
- 말라 노체 - 구스 반 산트
- 믿을 수 없는 진실 - 할 하틀리
- 섹스, 거짓말 그리고 비디오 테이프 - 스티븐 소더버그
- 로저와 나 - 마이클 무어
- 포이즌 - 토드 헤인즈
- 슬래커 - 리처드 링클레이터
- 점원들 - 케빈 스미스
- 크럼 - 테리 즈위고프